# John Cope
John Cope (ur. 1690, zm. 1760) – generał w armii brytyjskiej. W 1745, w czasie II Wielkiej Rebelii, dowodził siłami rządowymi w bitwie pod Prestonpans, gdzie doznał całkowitej klęski. Po bitwie utracił dowództwo na rzecz Henry'ego Hawleya.
Mimo to został odznaczony orderem (Order of Bath) z tytułem Knight of Bath.
Na motywach bitwy pod Prestonpans powstała piosenka Heigh! Johnnie Cowp, are ye wauken yet? (Hej, Johnie Copie, wstałeś/zebrałeś się już?). Tytuł nawiązuje do błędu Cope'a, który w noc przed bitwą całkowicie zlekceważył siły jakobitów i zamiast czuwać poszedł spać.